# Rubén Glaria
Rubén Glaria (10 de març de 1948) és un exfutbolista argentí. que va formar part de l'equip argentí a la Copa del Món de 1974.